# کروونسویل (مریلند)
کروونسویل (به انگلیسی: Crownsville) شهری در ایالت مریلند کشور ایالات متحده آمریکا است که جمعیت آن در سرشماری سال ۲۰۱۰ میلادی، ۱٬۷۵۷ نفر بوده‌است.